# Facultad de Filosofía y Letras (Universidad de León)
La Facultad de Filosofía y Letras de la Universidad de León es uno de los centros más antiguos y de mayor tradición de la institución docente, que forma desde hace años a estudiantes de diversas ramas de las denominadas Ciencias Humanas. Cuenta con un edificio propio, en que se imparte docencia de siete titulaciones oficiales, ubicado en el Campus de Vegazana (León).

## Historia
Los estudios de Filosofía y Letras comenzaron a impartirse en León en 1972 como enseñanzas de primer ciclo en el recién creado Colegio Universitario, dependiente de la Universidad de Oviedo.
El padrinazgo de la Caja de Ahorros y Monte de Piedad de León, hoy Caja España, fue decisivo para el establecimiento de estas enseñanzas en la ciudad. El nuevo Colegio Universitario, nacido al amparo del Decreto 2427/1972, de 21 de julio, se ubicó entonces en la Calle Cardenal Landázuri, en pleno casco histórico de la ciudad. En 1979, una vez autorizadas las enseñanzas de Derecho, y con el nacimiento de la propia Universidad, se construyó el edificio que en la actualidad acoge, en exclusiva, la Facultad de Filosofía y Letras, y que fue el primero en construirse en el Campus de Vegazana (León).
La Facultad de Filosofía y Letras inició su andadura con dos secciones: Geografía e Historia y Filología. Con ellas, ya en 1985, obtuvieron su grado los primeros doctores en la Facultad.
Será en el curso 1992-93 cuando los estudios que habían venido impartiéndose en el centro se reformen: las hasta entonces especialidades de Geografía e Historia darán paso a los títulos de licenciado en Geografía, en Historia y en Historia del Arte, que hoy se imparten. Por su parte, las Filologías se dividieron en dos licenciaturas independientes: Filología Hispánica y Filología Inglesa. Estos cinco títulos reformaron de nuevo sus respectivos planes de estudio en 2001. A ellos se unirán también otras dos carreras: la Licenciatura en Lingüística, de segundo ciclo (también reformada en 2001), y la Diplomatura en Biblioteconomía y Documentación, que a partir del curso 2006/2007 será también semipresencial .
La entrada en vigor del Espacio Europeo de Educación Superior ha supuesto, como en general en toda la Universidad española, un punto de inflexión en la evolución de los estudios impartidos en la Facultad. Tras un duro trabajo de meses, ya en el curso 2009/2010 Filosofía y Letras puso en marcha los primeros grados adaptados a las exigencias del Plan Bolonia (fue pionera junto con la Facultad de Ciencias Biológicas y Ambientales en la Universidad de León, que venía arrastrando un considerable retraso consecuencia de la gestión del anterior equipo rectoral): se trataría de los Grados en Historia, en Historia del Arte, en Filología Moderna: Inglés y en Lengua Española y su Literatura. Estos se completarán en el curso siguiente con los de Geografía y Ordenación del Territorio e Información y Documentación, poniendo así fin a un proceso que, especialmente en el momento de definición de las nuevas titulaciones, fue particularmente convulso y generó protestas entre los estudiantes y el personal docente (se llegó incluso a hablar de que la titulación en Historia del Arte corría peligro). Asimismo, la Facultad se ha dotado en los últimos años de un primer Postgrado oficial, inicialmente denominado "Origen y consolidación del concepto de Occidente" y hoy "Cultura y pensamiento europeo y su proyección", que se une a programas de doctorado y titulaciones propias para completar el abanico docente de aquella.

## Órganos directivos
- Decano: Dr. D. Javier Rodríguez González (2023-).
- Vicedecana de Actividad Académica y Movilidad: Dra. Dª. Camino Gutiérrez Lanza
- Vicedecana de Estudiantes y Extensión Universitaria: Dra. Dª. Natalia Álvarez Méndez
- Secretario Académico: Dr. D. Andrés Fernández Ramos

## Titulaciones
- Grado en Filología Moderna: Inglés
- Grado en Geografía y Ordenación del Territorio
- Grado en Historia
- Grado en Historia del Arte
- Grado en Información y Documentación
- Grado en Lengua Española y su Literatura

- Doble grado en Historia e Historia del Arte

Además, la Facultad de Filosofía y Letras imparte diversas titulaciones de postgrado, doctorado y títulos propios:
- Máster Oficial en Cultura y Pensamiento Europeo y su proyección

- Título Propio de Experto Universitario en docencia de programas bilingües/CLIL (inglés-español) en educación infantil, primaria y secundaria
- Graduado Universitario en Conservación y Restauración de Bienes Culturales

- Programas de Doctorado :
  - Análisis del discurso y sus aplicaciones (programa con mención de calidad)
  - Antropología de Iberoamérica
  - Estudios sobre Filología Hispánica
  - Gestión y Transferencia del conocimiento en las organizaciones
  - La Historia y sus fuentes
  - Humanidades y Ciencias Sociales
  - Integración y Desarrollo económico y territorial
  - Interculturalidad y Traducción (programa con mención de calidad)
  - Las relaciones artísticas como vía de intercambio cultural. Mecenas, Artistas y Clientes (programa con mención de calidad)

## Departamentos que imparten docencia en el centro
En la antigua estructura departamental, impartían docencia en el centro los Departamentos de:
- Estudios Clásicos
- Filología Hispánica
- Filología Moderna
- Filosofía y Ciencias de la Educación
- Geografía
- Historia
- Patrimonio Histórico-Artístico y de la Cultura Escrita
- Ingeniería Eléctrica y Electrónica

Actualmente, tras la reforma de la estructura de los departamentos de la ULE, imparten docencia los Departamentos de:
- Historia
- Filología Hispánica y Clásica
- Filología Moderna
- Psicología, Sociología y Filosofía
- Geografía y Geología
- Patrimonio Artístico y Documental